# あなたのための行進曲
『あなたのための行進曲』（あなたのためのこうしんきょく、임을 위한 행진곡）は、1981年に作られた大韓民国の民衆歌謡である。光州事件の犠牲者で市民軍の指導者ユン・サンウォンと1978年に不慮の事故で亡くなった労働活動家パク・ギスンの追悼（霊魂結婚式）のために制作された。1980年代から1990年代にかけて闘争歌として韓国全土に普及した。1997年以降は5・18記念式典の象徴歌として歌われている。また、アジア各地で翻訳・改変され、デモや集会などで歌われている。軍事政権により歌唱や拡散が禁止され主に口伝で広まったため、原曲とは違う歌詞・メロディ・リズムで歌唱・演奏されることも多い。

## 原詩
原詩は、YMCA偽装結婚式事件で逮捕された活動家の白基琓（ペク・ギワン）が1980年に西大門刑務所で書いた長詩『ムェッビナリ（묏비나리）』である。

## タイトルについて
元来、「님을 위한 행진曲〔ママ〕（ニムのための行進曲）」が正式タイトルであり、1980〜90年代当時も「님（ニム）」表記で普及した。韓龍雲の『ニムの沈黙』（1926年）を参考にして、高貴で崇高な感じにするためにあえて古語で表現された。※「님（ニム）」は思慕する人を意味する「임（イム）」の古語。また、歌詞には用いられていない。
ハングル正書法施行後の作品のため頭音法則が適用されるとの国立国語院の見解により、カバー曲などでは「임을 위한 행진곡（イムのための行進曲）」とするのが一般的であるが、作曲者のキム・ジョンニュルは「作者の意向が優先されるべき」と主張し、5.18関連団体も同調している。元国立国語院硏究士のジョ・ウォンヒョン言語学博士も「作品タイトルは固有名詞であり、頭音法則適用の例外」との見解を示した。2018年現在、新聞など同一メディア内においても記事により表記が分かれている。

## 歌詞
2019年現在、旋律は著作権登録されているが、歌詞は白基玩の高齢化により登録できず、著作権の保護範囲外である。

### 韓国語
사랑도 명예도 이름도 남김 없이
한평생 나가자던 뜨거운 맹세
동지는 간데없고 깃발만 나부껴
새 날이 올 때까지 흔들리지 말자
세월은 흘러가도 산천은 안다
깨어나서 외치는 뜨거운 함성
앞서서 나가니 산 자여 따르라
앞서서 나가니 산 자여 따르라

### 漢字ハングル混じり文
사랑도 名譽도 이름도 남김 없이
한平生 나가자던 뜨거운 盟誓
同志는 간데없고 旗발만 나부껴
새 날이 올 때까지 흔들리지 말자
歲月은 흘러가도 山川은 안다
깨어나서 외치는 뜨거운 喊聲
앞서서 나가니 산 자여 따르라
앞서서 나가니 산 자여 따르라

### ラテン文字転写（MR式）
sarangdo myŏng-yedo irŭmdo namgim ŏpsi
hanp'yŏngsaeng nagajadŏn ttŭgŏun maengse
tongjinŭn kandeŏpko kitpalman nabukkyŏ
sae nari ol ttaekkaji hŭndŭlliji malcha
sewŏrŭn hŭllŏgado sanch'ŏnŭn anda
kkaeŏnasŏ oech'inŭn ttŭgŏun hamsŏng
apsŏsŏ nagani san chayŏ ttarŭra
apsŏsŏ nagani san chayŏ ttarŭra

### 和訳
愛も名誉も名前も残さず
一生進んで行こうという熱い誓
同志の行方は知る由もなく、旗だけが翻る
新しい日が来るまで揺るがないで
月日が経っても山と川は覚えてる
目覚めて叫ぶ熱い歓声
先に行くから生き残った者は従え
先に行くから生き残った者は従え

## 式典での扱い
※1997年以前は関連団体主催の式典で斉唱された。
| 開催年         | 主催       | 形式 | 備考 |
| -------------- | ---------- | ---- | --- |
| 1997年～2002年 | 行政自治部 | 斉唱 | 1997年5月、5.18が政令記念日に制定。5.18墓地が完成 （2002年7月、国立墓地に制定）。 2002年1月、5.18犠牲者らが民主化有功者に認定される。                                                        |
| 2003年～2008年 | 国家報勲処 | 斉唱 | 2004年に出席した盧武鉉大統領（当時）は夫人とともに斉唱した。ハンナラ党新代表（当時）の朴槿恵は起立のみで斉唱せず。 2008年は李明博新大統領（当時）も斉唱に加わる。                            |
| 2009年～2016年 | 国家報勲処 | 合唱 | 2011年～2016年は司会者のコメントなし。 2013年に出席した朴槿恵新大統領（当時）は歌が始まってから促されて起立したが合唱せず。 2010年以降、5.18関連団体や光州市議らの式典ボイコットが相次いだ。 |
| 2017年～       | 国家報勲処 | 斉唱 | 文在寅新大統領が公約通り斉唱を復活する。 |

## 他国において
台湾で『勞動者戰歌』、香港で『愛的征戰』、大陸中国で『劳动者赞歌』などが詩を変えて作られ、各国の労働運動において歌われている。それぞれ黒手那卡西工人楽隊、噪音合作社、新工人芸術団の歌唱したCDが入手可能。